# The Fast and the Furious (colonna sonora)
The Fast and the Furious è il primo di due colonne sonore basate sul film di Rob Cohen Fast and Furious, pubblicato nel 2001. L'album è distribuito da Def Jam Recordings, Murder Inc. e Universal Music Group. La RIAA lo certifica disco di platino.
| Recensione | Giudizio |
| ---------- | -------- |
| AllMusic   | [ 1 ]    |
| RapReviews | [ 3 ]    |

## Tracce
1. Good Life (Remix) – 3:59 – Faith Evans featuring Ja Rule, Vita & Caddillac Tah
2. POV City Anthem – 4:53 – Caddillac Tah
3. When a Man Does Wrong – 4:50 – Ashanti
4. Race Against Time Part 2 – 5:10 – Tank featuring Ja Rule
5. Furious – 4:18 – Ja Rule featuring Vita & O1
6. Take My Time Tonight – 4:29 – R. Kelly
7. Suicide – 3:53 – Scarface
8. The Prayer – 3:42 – Black Child
9. Tudunn Tudunn Tudunn (Make U Jump) – 2:41 – Funkmaster Flex featuring Noreaga
10. Hustlin' – 3:18 – Fat Joe featuring Armageddon
11. Freestyle – 2:52 – Boo & Gotti
12. Rollin' (Urban Assault Vehicle) – 6:18 – Limp Bizkit featuring DMX, Method Man & Redman
13. Life Ain't a Game – 3:32 – Ja Rule
14. Cali Diseaz – 4:00 – Shade Sheist featuring Nate Dogg
15. Didn't I – 4:03 – Petey Pablo
16. Put It On Me (Remix) – 4:42 – Ja Rule featuring Lil' Mo & Vita
17. Justify My Love – 5:37 – Vita featuring Ashanti
18. Evil Ways – 3:54 – Santana

## Classifiche

### Classifiche settimanali
| Classifica (2001)         | Posizione raggiunta |
| ------------------------- | ------------------- |
| Australia                 | 25                  |
| Austria                   | 26                  |
| Belgio (Fiandre)          | 39                  |
| Belgio (Vallonia)         | 50                  |
| Francia                   | 99                  |
| Germania                  | 19                  |
| Nuova Zelanda             | 5                   |
| Stati Uniti               | 7                   |
| US Top R&B/Hip-Hop Albums | 5                   |
| Svizzera                  | 76                  |

### Classifiche di fine anno
| Classifica (2001)         | Posizione raggiunta |
| ------------------------- | ------------------- |
| Stati Uniti               | 106                 |
| US Top R&B/Hip-Hop Albums | 70                  |